# Guillaume Van Keirsbulck
Guillaume Van Keirsbulck (Roeselare, Província de Flandres Ocidental, 14 de fevereiro de 1991) é um ciclista profissional belga que compete com a equipa Alpecin-Fenix.
Antes de ser profissional foi um destacado amador, com vários campeonatos nacionais no seu palmarés. Em 2011 estreia com a equipa QuickStep. É neto de Benoni Beheyt, que foi ciclista profissional e campeão do mundo.

## Palmarés
- 2011
  - Circuito de Houtland

- 2014
  - 1 etapa dos Três Dias de Flandres Ocidental
  - Três Dias de Bruges–De Panne
  - 1 etapa do Eneco Tour
  - Grande Prêmio Jean-Pierre Monseré

- 2017
  - Le Samyn[1]

- 2018
  - Antwerp Port Epic

## Resultados em Grandes Voltas
| Corrida | Corrida         | 2011 | 2012 | 2013  | 2014 | 2015 | 2016 | 2017  | 2018  | 2019 | 2020 | 2021 |
| ------- | --------------- | ---- | ---- | ----- | ---- | ---- | ---- | ----- | ----- | ---- | ---- | ---- |
|         | Giro d'Italia   | —    | —    | —     | —    | —    | —    | —     | —     | —    | —    | —    |
|         | Tour de France  | —    | —    | —     | —    | —    | —    | 147.º | 123.º | —    | —    | —    |
|         | Volta a Espanha | —    | —    | 125.º | —    | —    | —    | —     | —     | —    | —    | —    |

—: não participa

Ab.: abandono

## Equipas
- - QuickStep/Omega Pharma/Etixx (2011-2016)
  - QuickStep Cycling Team (2011)
  - Omega Pharma-QuickStep (2012-2014)
  - Etixx-Quick Step (2015-2016)
  - Wanty-Groupe Gobert (2017-2018)
  - CCC Team (2019-2020)
  - Alpecin-Fenix Development Team (05.2021-12.2021)
  - Alpecin-Fenix (2022-)